# متلازمة حورية البحر

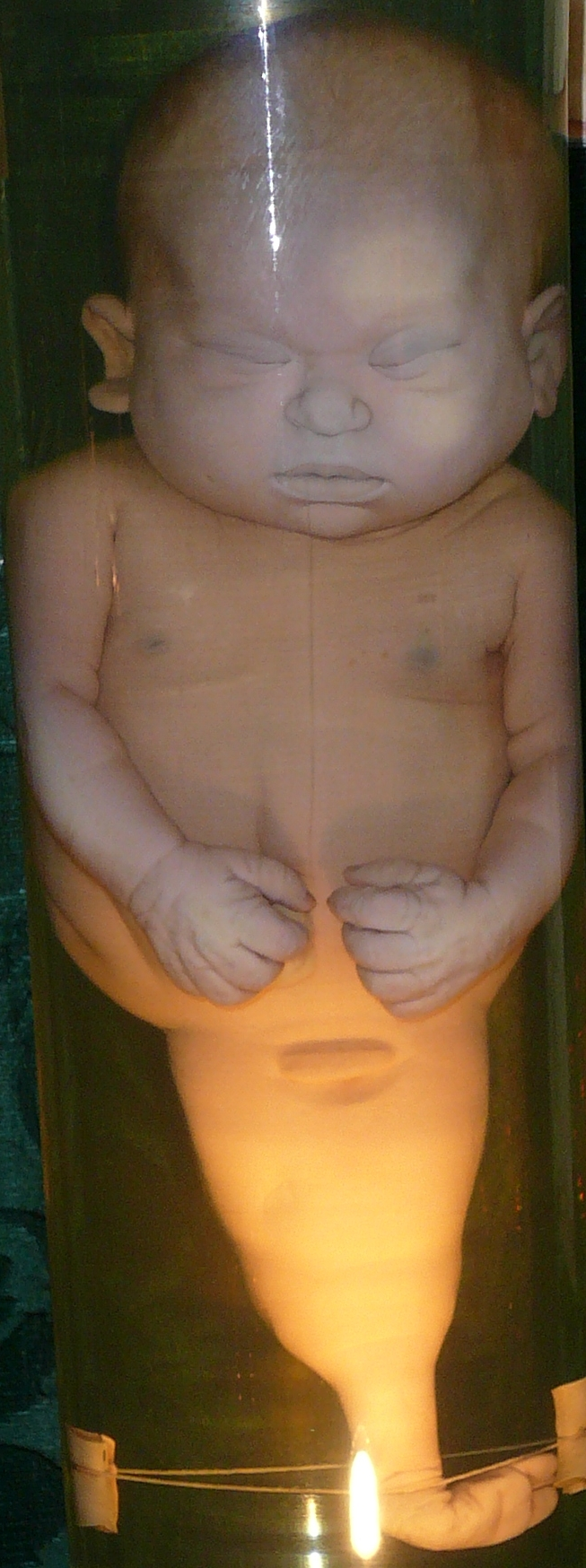
متلازمة حورية البحر

متلازمة حورية البحر أو متلازمة عروس البحر (بالإنجليزية: Mermaid Syndrome) أو الخيلانية (بالإنجليزية: Sirenomelia) هي عيب خلقي نادر يلتصق فيه ساقي الجنين معًا، مما يعطي مظهر ذيل حورية البحر، ومن هنا جاءت التسمية.
وبحسب تأكيد مؤرخ طبي لصحيفة دايلي ميل البريطانية فإن متلازمة حورية البحر يتعرض لها طفل من كل 100 ألف طفل حول العالم. (نفس ندرة التوائم الملتصقة تقريبًا)، وعادة ما تكون مميتة في غضون يوم أو يومين من الولادة؛ بسبب المضاعفات المرتبطة بشذوذ تطور ووظيفة الكلى والمثانة البولية. تؤدي أكثر من نصف حالات متلازمة حورية البحر إلى ولادة جنين ميت، وفرصة حدوث هذه الحالة في التوائم المتطابقة 100 مرة أكثر من الولادات الفردية أو التوائم الأخوية. وتنشأ هذه الحالة من فشل إمدادات الأوعية الدموية العادية من الشريان الأبهر السفلي إلى الرحم. وقد ارتبط مرض السكري في الأمهات مع متلازمة التراجع الذيلي ومتلازمة حورية البحر، على الرغم من أن بعض المصادر تشكك في هذا الارتباط.
فاكترل- H هو شكل موسع من متلازمة فاكترل الذي يخلص إلى أن هذا التشخيص هو شكل أقل حدة من متلازمة حورية البحر. وقد كان يُعتقد سابقا أن هذا الاضطراب هو حالة متطرفة من متلازمة التراجع الذيلي. غير أنه تم إعادة تصنيفها لتصبح حالة منفصلة.

## حالات مسجلة

تصنيف متلازمة حورية البحر من حيث وجود أو عدم وجود عظام في الطرف السفلي.
I) جميع عظام الفخذ والساق موجودة
II) عظام الشظية ملتحمة
III) عظم الشظية غير موجود
IV) عظم الفخذ ملتحم جزئيا، وعظام الشظية ملتحمة
V) عظم الفخذ ملتحم جزئيا
VI) عظم الفخذ ملتحم، وعظم القصبة ملتحم
VII) عظم الفخذ ملتحم، وعظم القصبة غير موجود

استطاع عدد قليل فقط من الأفراد الذين وُلِدوا بهذه الحالة ولم يكن لديهم مضاعفات مميتة في الكلى والمثانة البقاء على قيد الحياة بعد الولادة.

### تيفاني يوركز
خضعت تيفاني يوركز من كليرواتر، فلوريدا (7 مايو 1988 - 24 فبراير 2016) لعملية جراحية ناجحة من أجل فصل ساقيها قبل أن تبلغ من العمر سنة. وكانت أطول مريضة مصابة بمتلازمة حورية البحر استطاعت البقاء على قيد الحياة حتى الآن. وقد عانت من مشاكل في الحركة بسبب عظام الساق الهشة، ولكنها عوضت ذلك باستخدام العكازات أو الكرسي المتحرك. وتوفيت في 24 فبراير 2016 في سن ال 27.

### شيلوه بيبين
ولدت شيلوه جيد بيبين (4 أغسطس 1999 - 23 أكتوبر 2009) في كينبونبورت، مين، في الولايات المتحدة بأطراف سفلية ملتحمة، مع عدم وجود مثانة، ولا رحم، ولا مستقيم، ولا مهبل، فقط 6 بوصات من الأمعاء الغليظة، ومع ربع واحد فقط من الكلى، ومبيض واحد. وكان والداها يتوقعان في البداية أنها لن تعيش إلا بضعة أشهر من الحياة. في سن الثالثة، فشلت الكلى الطبيعية، وبدأت شيلوه الغسيل الكلوي. واستمرت عملية زراعة الكلى في سن الثانية عددا من السنوات، وفي عام 2007، كانت عملية زراعة الكلى الثانية ناجحة. وقد التحقت بالمدرسة الابتدائية الموحدة. وقالت إنها لا تزال تأمل في الشفاء من مرضها، وكانت تمزح في كثير من الأحيان، وعاشت حياتها بسعادة، على الرغم من التحديات التي ظهرت في فيلمها الوثائقي «أشخاص استثنائية: فتاة حورية البحر». كانت شيلوه وأسرتها تجادل في أمر الجراحة؛ بسبب المخاطر التي تنطوي عليها، على الرغم من أنها ستحسن من كفاءة حياتها. يخضع كثير من الناس المصابين بهذه الحالة للجراحة في سن صغيرة، ولكن شيلوه كانت قد بلغت 8 سنوات في الفيلم الوثائقي ولم تخضع للجراحة. كانت شيلوه الوحيدة من بين الناجين الثلاثة من الخيلانية التي لم تخضع للجراحة لفصل الأرجل الملتصقة. كما ظهرت في برنامج أوبرا وينفري في 22 سبتمبر 2009. واكتسبت شيلوه المعجبين من خلال توثيق حالتها على التلفزيون، الفيسبوك، وشبكة الإنترنت. وتوفيت بسبب الالتهاب الرئوي في 23 أكتوبر 2009، في مركز مين الطبي في بورتلاند (مين)، في سن العاشرة.

### ميلاغروس سيرون
ولدت ميلاغروس سيرون أروكو في 27 أبريل 2004 في وانكاشو، بيرو. على الرغم من أن معظم أعضاء ميلاغروس الداخلية، بما في ذلك قلبها ورئتها، كانت في حالة ممتازة، إلا أنها وُلِدت بعيوب داخلية خطيرة، بما في ذلك تشوه الكلى اليسرى، وصغر حجم الكلى اليمنى ووجودها في موقع منخفض جدا في جسدها. وبالإضافة إلى ذلك، كان الجهاز الهضمي، والمسالك البولية، والأعضاء التناسلية تتشارك في أنبوب واحد. وحدث هذا الخلل خلال أسبوع تكوين المعدة (الأسبوع 3) من التطور الجنيني. تتكون المعدة من طبقات التبرعم الثلاثة: الأديم الظاهر، والأديم المتوسط، والأديم الباطن. ويبدو أن المضاعفات مثل عيوب الجهاز البولي التناسلي، كما ذُكر أعلاه، ربما تكون بسبب تشوهات في الأديم المتوسط.
تم الانتهاء من عملية استمرت لمدة أربع ساعات، لإدراج أكياس السيليكون بين ساقيها لكي يتمدد الجلد، بنجاح في 8 فبراير 2005. وتم إجراء عملية ناجحة أخرى لفصل ساقيها إلى فوق الركبة مباشرة في 31 مايو 2005، في «مستشفى التضامن» في مقاطعة سوركيلو في ليما. ومع ذلك، فإن الإجراء كان حادًا لدرجة أنها أصيبت بصدمة أفقدتها القدرة على تشكيل أنماط الكلام المناسبة، فيما يشبه البكم تقريبًا. ولم يعرف بعد ما إذا كانت هذه حالة فسيولوجية أو نفسية. ومع ذلك، في عيد ميلاد ميلاغروس الثاني، ذكرت والدتها أنها تعرف أكثر من 50 كلمة. وأُجريت عملية ثانية لاستكمال الفصل حتى المغبن يوم 7 سبتمبر 2006.
وأعرب طبيبها لويس روبيو عن سعادته للتقدم الذي حققته ميلاغروس، لكنه حذر من أنها ما زالت بحاجة إلى من 10 إلى 15 عامًا من إعادة التأهيل وإلى المزيد من العمليات قبل أن تتمكن من الحياة الطبيعية. خاصة، وأنها سوف تحتاج إلى جراحة ترميمية لإعادة بناء الشرج، والإحليل، والأعضاء التناسلية البدائية.
والدا ميلاغروس من قرية فقيرة في جبال الأنديز في بيرو. ومنحت مستشفى التضامن وظيفة إلى والدها ريكاردو سيرون حتى يتسنى للأسرة البقاء في ليما، في حين أن مدينة ليما تعهدت بدفع تكاليف العديد من العمليات.